# Морукский наслег
Морукский наслег — сельское поселение в Мегино-Кангаласском улусе (районе) Республики Саха (Якутия) Российской Федерации.
Административный центр — село Суола.

## История
Статус и границы сельского поселения установлены Законом Республики Саха (Якутия) от 30 ноября 2004 года N 173-З N 353-III «Об установлении границ и о наделении статусом городского и сельского поселений муниципальных образований Республики Саха (Якутия)».

## Население
| 2002 | 2010 | 2011 | 2012 | 2013 | 2014 | 2015 |
| ---- | ---- | ---- | ---- | ---- | ---- | ---- |
| 514  | ↘426 | →426 | ↘425 | ↘421 | ↗424 | ↘420 |
| 2016 | 2017 | 2018 | 2019 | 2020 | 2021 |      |
| ↗422 | ↗435 | ↘429 | ↘419 | ↗435 | →435 |      |

## Состав сельского поселения
| № | Населённый пункт | Тип населённого пункта       | Население |
| - | ---------------- | ---------------------------- | --------- |
| 1 | Суола            | село, административный центр | →435      |

## Известные уроженцы
- Порядин Прокопий Филиппович (1838-1883) — автор первого словообразовательного якутско-русского словаря;
- Тихонова Маргарита Гаврильевна (1938-2020) — заслуженная артистка Якутской АССР;
- Тихонов Дмитрий Гаврильевич (1950) — доктор медицинских наук, профессор;